# Supercopa de Chile 2018
La Supercopa de Chile 2018, nota anche come Súper Copa MG 2018 per motivi di sponsorizzazione è stata la 6ª edizione della Supercopa de Chile.
Si è tenuta in gara unica allo Estadio Nacional de Chile il 26 gennaio 2018 e ha visto contrapposti i campioni cileni del 2017 del Colo-Colo contro i vincitori della Copa Chile 2017 del Santiago Wanderers.

## Tabellino
| Arbitro: | César Deischler |

|                                |           |  |
| Opazo 28’ Véjar 38’ Valdés 44’ | Marcatori |  |